# Peter Öberg
Peter Öberg (* 17. dubna 1980, Nyköping) je švédský reprezentant v orientačním běhu žijící ve švédském městě Uppsala. Je mistrem Evropy v orientačním běhu z roku 2006. Mezi jeho největší úspěchy lze považovat i dvě stříbrné medaile z Mistrovství světa v Kyjevě (2007) a z Trondheimu (2010). V současnosti běhá za švédský klub OK Hällen.

## Sportovní kariéra
| Přehled úspěchů na Mistrovství světa | Přehled úspěchů na Mistrovství světa | Přehled úspěchů na Mistrovství světa | Přehled úspěchů na Mistrovství světa | Přehled úspěchů na Mistrovství světa |
| Mistrovství světa                    | Sprint                               | Middle                               | Long                                 | Štafety                              |
| ------------------------------------ | ------------------------------------ | ------------------------------------ | ------------------------------------ | ------------------------------------ |
| Kyjev 2007                           | 19. místo                            | 8. místo                             | X                                    | 2. místo                             |
| Olomouc 2008                         | X                                    | 5. místo                             | X                                    | 8. místo                             |
| Miskolc 2009                         | X                                    | 15. místo                            | 13. místo                            | X                                    |
| Trondheim 2010                       | X                                    | 2. místo                             | X                                    | 6. místo                             |
| Savojsko 2011                        | X                                    | 2. místo                             | X                                    | X                                    |
| Lausanne 2012                        | X                                    | 6. místo                             | X                                    | 3. místo                             |

| Přehled úspěchů na Mistrovství Evropy | Přehled úspěchů na Mistrovství Evropy | Přehled úspěchů na Mistrovství Evropy | Přehled úspěchů na Mistrovství Evropy | Přehled úspěchů na Mistrovství Evropy |
| Mistrovství Evropy                    | Sprint                                | Middle                                | Long                                  | Štafety                               |
| ------------------------------------- | ------------------------------------- | ------------------------------------- | ------------------------------------- | ------------------------------------- |
| Otepää 2006                           | 35. místo                             | 5. místo                              | X                                     | 1. místo                              |
| Ventspils 2008                        | 6. místo                              | 10. místo                             | X                                     | X                                     |
| Primorsko 2010                        | X                                     | 7. místo                              | 39. místo                             | X                                     |

| Přehled úspěchů na Mistrovství světa juniorů | Přehled úspěchů na Mistrovství světa juniorů | Přehled úspěchů na Mistrovství světa juniorů | Přehled úspěchů na Mistrovství světa juniorů | Přehled úspěchů na Mistrovství světa juniorů |
| Mistrovství světa juniorů                    | Sprint                                       | Middle                                       | Long                                         | Štafety                                      |
| -------------------------------------------- | -------------------------------------------- | -------------------------------------------- | -------------------------------------------- | -------------------------------------------- |
| Varna 1999                                   | X                                            | X                                            | 29. místo                                    | 5. místo                                     |
| Nové Město 2000                              | X                                            | 19. místo                                    | 15. místo                                    | 2. místo                                     |